# Tylototriton phukhaensis
Tylototriton phukhaensis — вид хвостатих земноводних родини саламандрових (Salamandridae). Описаний у 2020 році.

## Поширення
Ендемік Таїланду. Відомий лише з одного місця — болото на горі Дой Донг Я Вай у національному парку Дой Фу Кха в провінції Нан на півночі країни на висоті 1795 м над рівнем моря.